# Omaso

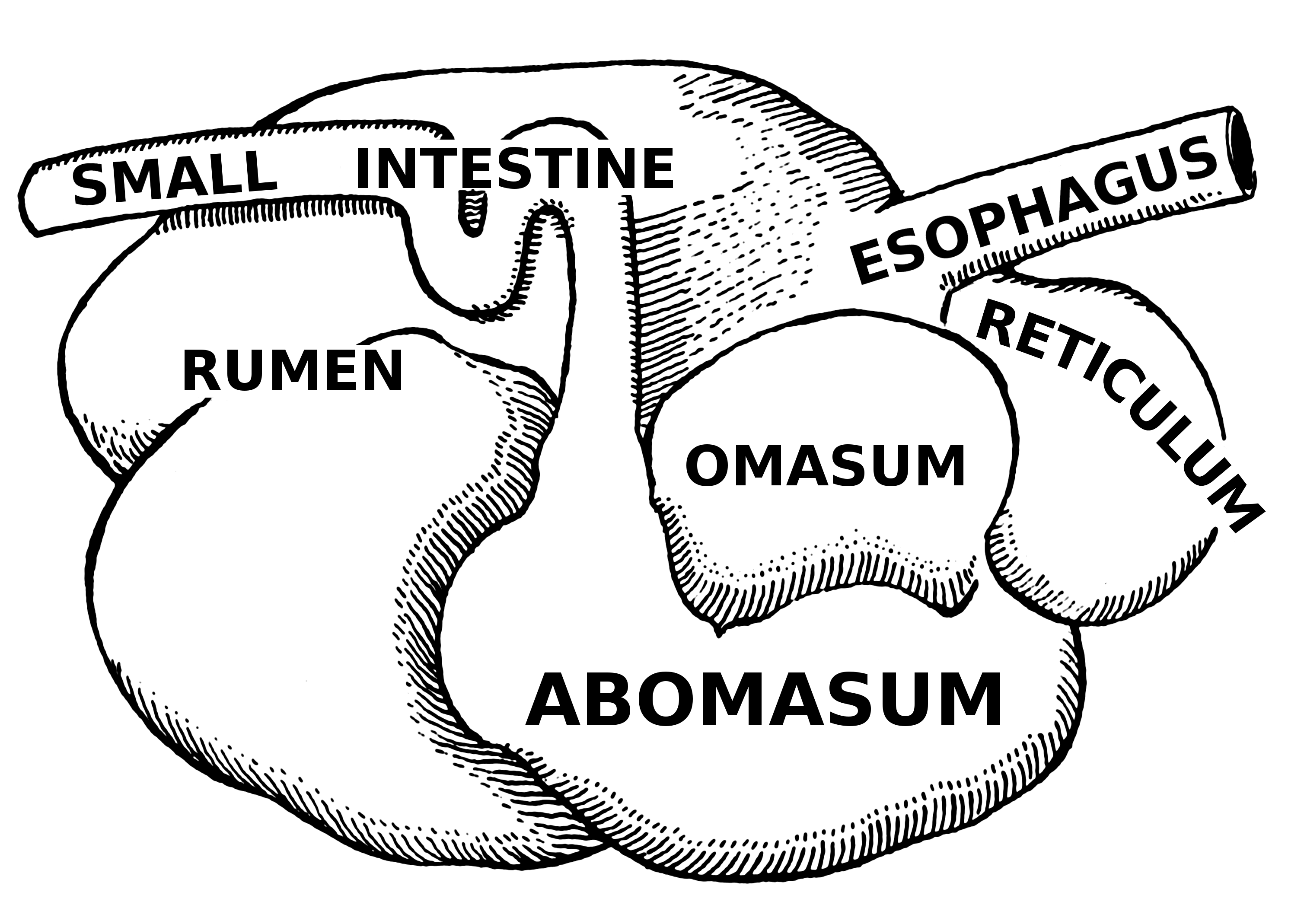
Rúmen, retículo, omaso, e abomaso.

O omaso, também chamado de saltério, folho ou folhoso,  é a terceira divisão do estômago dos ruminantes, localizada entre o barrete e o abomaso.
No omaso ocorre a absorção do excesso de água do bolo alimentar, que é passado então para o último compartimento estomacal, o abomaso.
Além disso, o omaso absorve os ácidos graxos voláteis que não foram previamente absorvidos, remove os íons bicarbonato da ingesta (se não forem removidos, os íon bicarbonato modificam o pH ácido do abomaso).